# Inge Skovgaard-Petersen
Inge Skovgaard-Petersen (2. januar 1932 – 17. november 2015) var en dansk historiker med speciale i Middelalderens historie. Hun blev dr.phil. på en afhandling om Saxos historiesyn og var ansat på historisk institut (nu: Saxo-Instituttet) ved Københavns Universitet, først som lektor og senere som adjungeret professor.
Inge Skovgaard-Petersen var gift med Vagn Skovgaard-Petersen, med hvem hun fik børnene
- Seniorforsker, dr.philos. Karen Skovgaard-Petersen,
- Professor, dr. phil Jakob Skovgaard-Petersen
- Professor MSO, Magister, ph.d. Eva Gulløv